# Kopfeisen
Ein Kopfeisen ist ein meist aus Metall bestehendes Teil des Sattelbaumes, das die Kammerweite des Reitsattels bestimmt.
Bei manchen Sätteln kann das Kopfeisen vom Reiter gewechselt werden, um den Sattel an unterschiedliche Pferde anzupassen. Oft ist es aber trotzdem notwendig, den Sattel umzupolstern, um ihn ans Pferd anzupassen.